# Bouliac
 Bouliac  egy francia település Gironde megyében az Aquitania régióban. Lakosainak száma 3806 fő (2022. január 1.). Bouliac Floirac, Latresne, Bègles, Carignan-de-Bordeaux és Tresses községekkel határos.

## Adminisztráció
Polgármesterek:
- 2001–2014 Jean-Pierre Favroul
- 2014–2020 Dominique Alcala

## Demográfia
| Lakosok száma | 1102 | 2398 | 2841 | 3087 | 3228 | 3444 | 3631 | 3706 | 3741 | 3806 |
|               | 1968 | 1982 | 1990 | 2006 | 2013 | 2015 | 2017 | 2019 | 2020 | 2022 |

## Látnivalók
- Saint-Siméon templom a XII. századból
- Saint-James hotel

## Testvérvárosok
- Svájc Saxon 1993-óta